# Kempiella griseoceps
Il pigliamosche piedigialli dell'Oceania (Kempiella griseoceps (De Vis, 1894)) è un uccello della famiglia dei Petroicidi originario della Nuova Guinea e dell'Australia nord-orientale.

## Tassonomia
Attualmente vengono riconosciute tre sottospecie di pigliamosche piedigialli dell'Oceania:
- M. g. occidentalis Rothschild e Hartert, 1903 (Nuova Guinea nord-occidentale e centro-settentrionale);
- M. g. griseoceps De Vis, 1894 (Nuova Guinea meridionale e sud-orientale);
- M. g. kempi (Mathews, 1913) (Australia nord-orientale).

## Distribuzione e habitat
Il pigliamosche piedigialli dell'Oceania vive nelle foreste pluviali tropicali, sia di pianura che di montagna, della Nuova Guinea e dell'estremità nord-orientale dell'Australia.